# Dharajwadi, Bhalki
Dharajwadi là một làng thuộc tehsil Bhalki, huyện Bidar, bang Karnataka, Ấn Độ.